# Leuchtturm Ustka
Der Leuchtturm Ustka, dt. Stolpmünde, befindet sich in Ustka, einem bekannten Seebad an der Ostsee in Hinterpommern. Es liegt heute in der polnischen Woiwodschaft Pommern und gehört als Landgemeinde zum Kreis Słupsk (Stolpe). Der Ort entwickelte sich in den 1860er Jahren zum preußischen Ostseebad und ist heute ein staatlich anerkannter Kurort. Zu beiden Seiten der Stadt, am Ufer der Mündung der Słupia in die Ostsee, verlaufen breite Sandstrände, die sich durch ihren feinen Sand auszeichnen.
Benachbarte Leuchttürme stehen in Jarosławiec (Jershöft) im Westen und in Czołpino (Scholpin) im Osten.

## Der Leuchtturm
Hier wurde schon seit 1871 ein Fresnellinsenapparat mit Öllampe an der Fahnenstange der damaligen Lotsenstation emporgezogen. 1892 erbaute man dann ein neues kombiniertes Leuchtturmgebäude. Es wurde 1904 in seiner jetzigen Form zu einem zweistöckigen Gebäude umgebaut, an das ein 22 Meter hoher achteckiger Turm am kanalseitigen Hafen angrenzt. Auf dem Turm hat die weiße Metalllaterne ihren Platz. Die Lotsenstation, in der auch die Wärter wohnten, hat viele Simse, kleine Anbauten und Fenster machen das Backstein-Gebäude sehr attraktiv. Im Inneren gibt es mehrere kleine Treppen aus Beton und Stahl, über die man die Galerie erreicht. Nachdem man die vielen Stufen überwunden hat, wird man mit einer prächtigen Aussicht belohnt, von oben blickt der Besucher auf die Ostsee und den kleinen Hafen mit den zwei Molen. Direkt vor der Laterne stehend kann man auch einen Blick auf die große Fresnellinse werfen, die einen Durchmesser von einem Meter hat. Im Inneren verbirgt sich der 2-Positionswechsler mit den 1000-Watt-Leuchtmitteln.
In der ehemaligen Lotsenstation ist heute, neben dem Leuchtturmwärter, noch eine Außenstelle des polnischen Meteorologischen Dienstes untergebracht.
Den Zweiten Weltkrieg überstand der Turm unbeschädigt, er ging am 15. November 1945 wieder in Betrieb. Seit 1993 ist der Leuchtturm ein eingetragenes Baudenkmal und wurde 2000 einer umfangreichen Sanierung unterzogen. Im Leuchtturm befindet sich auch eine Bernsteingalerie.
Seit dem 1. April 2020 ist für den Betrieb das Seeamt in Gdynia zuständig, zuvor war es das Seeamt in Słupsk (poln. Urząd Morski w Słupsku).

## Philatelistische Würdigung
Im Jahr 2013 gab die polnische Post den dritten Briefmarkenblock einer neuen Serie mit Leuchttürmen der polnischen Küste heraus. Eine der vier Briefmarken zeigt den Leuchtturm Ustka, Wert 3,75 zł.